# Hansfalkovský dvůr
Hansfalkovský dvůr je spjat s historií vsi Hlubočepy.  Objekt vznikl na místě někdejší tvrze ze 16. století (tvrz je datována do roku 1547.) Roku 1552 koupil ves Hlubočepy měšťan Hanuš Falk a podle něj získal dvůr i svoje jméno.

## 17. a 18. století
V následujících 50 letech (přibližně 1560 až cca 1610) měnila ves Hlubočepy velmi rychle své majitele. V roce 1623 byly Hlubočepy prodány císařskému radovi Pavlu Michnovi z Vacínova. Jeho syn Václav Michna (ve finanční tísni) dal celou ves Hlubočepy do zástavy staroměstským jezuitům, od nichž si půjčil peníze. Byli to právě jezuité, kdo přestavěl v roce 1669 původní tvrz na zámeček. Zámeček se pak stal v této oblasti jezuitským hospodářským centrem. Jezuité získali roku 1717 celou ves do držby (vlastnictví) a po zrušení řádu v roce 1773 připadly Hlubočepy studijnímu (náboženskému) fondu. Na konci 18. století byl zámeček součástí majetku rodu hrabat Desfours, kteří jej nechali kolem poloviny 19. století klasicistně přestavět.

## Popis a další historie do druhé světové války
Celý Hansfalkovský dvůr je tvořen komplexem budov soustředěných kolem nepravidelného dvora se vstupní (segmentově zaklenutou) branou, která pochází z 19. století. Renesanční i barokní části byly při přestavbách spojeny do jednoho celku. Obytná budova je barokního původu (s nádvorními pavlačemi a zasklenými arkádami). Byla klasicistně upravena v polovině 19. století. V prvním patře se dochovalo barokní vybavení, původní jsou i parkety a dřevěné obložení oken a dveře. V přízemí zůstala hřebínková klenba a psaníčkové sgrafito. Hospodářské budovy jsou většinou mladší. V interiéru zámečku je zachován prostor bývalé domácí kaple, která pochází ze 17. století. Součástí Hansfalkovského dvora je i bývalá sýpka s oktogonální věžičkou a cibulovitou bání.

## Historie po druhé světové válce
Po druhé světové válce byl uživatelem Hansfalkovského dvora Státní statek hlavního města Prahy a zámeček byl obýván. Část areálu byla novodobě asanována. V roce 2004 zde proběhla velká rekonstrukce. Objekt je dále využíván jako filmové studio.
Hansfalkovský dvůr je od roku 1958 kulturní památkou. Památkově chráněny jsou: obytná budova čp. 4, hospodářská budova I, hospodářská budova II, brána.

## Galerie

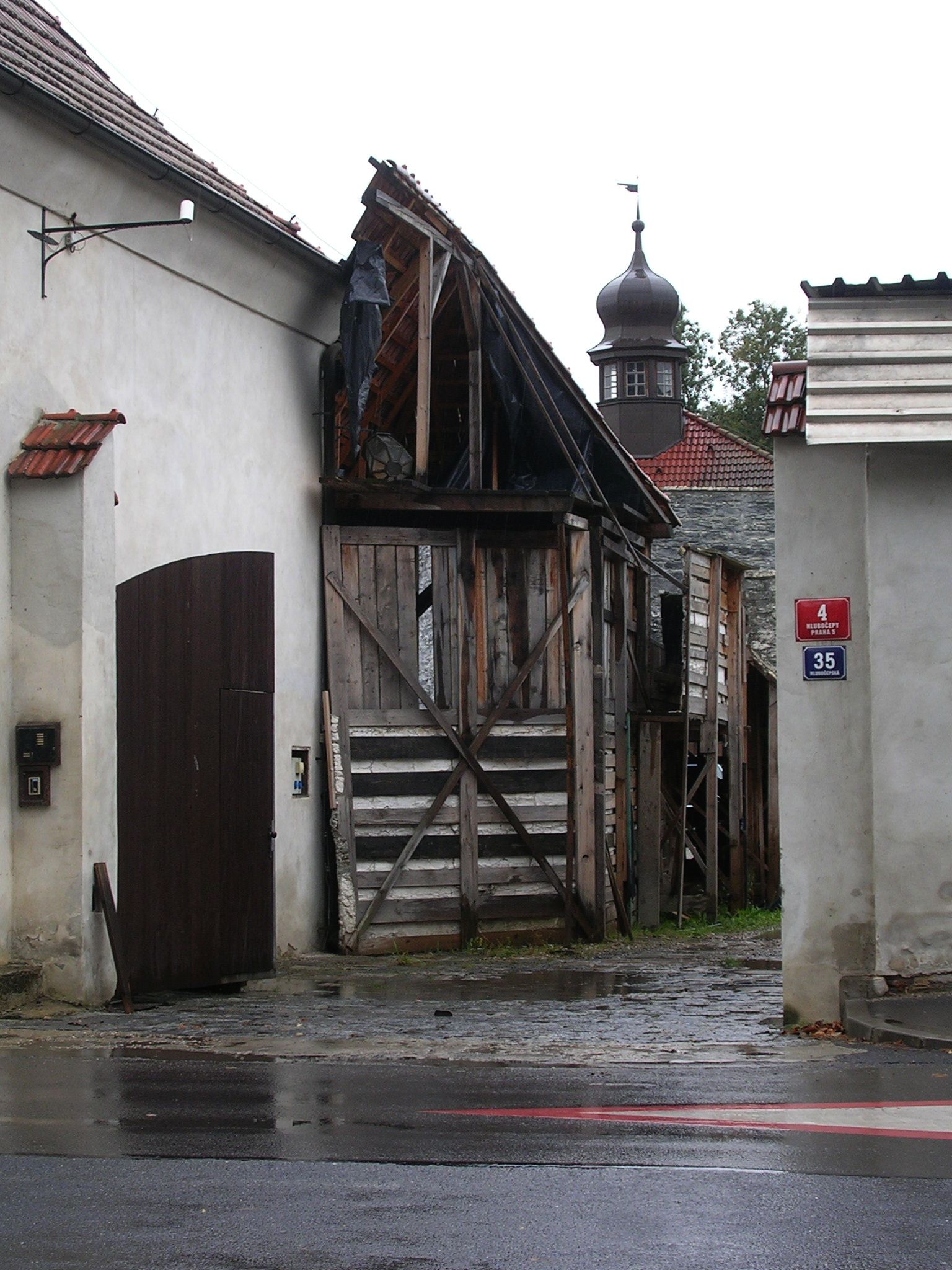
Věžička
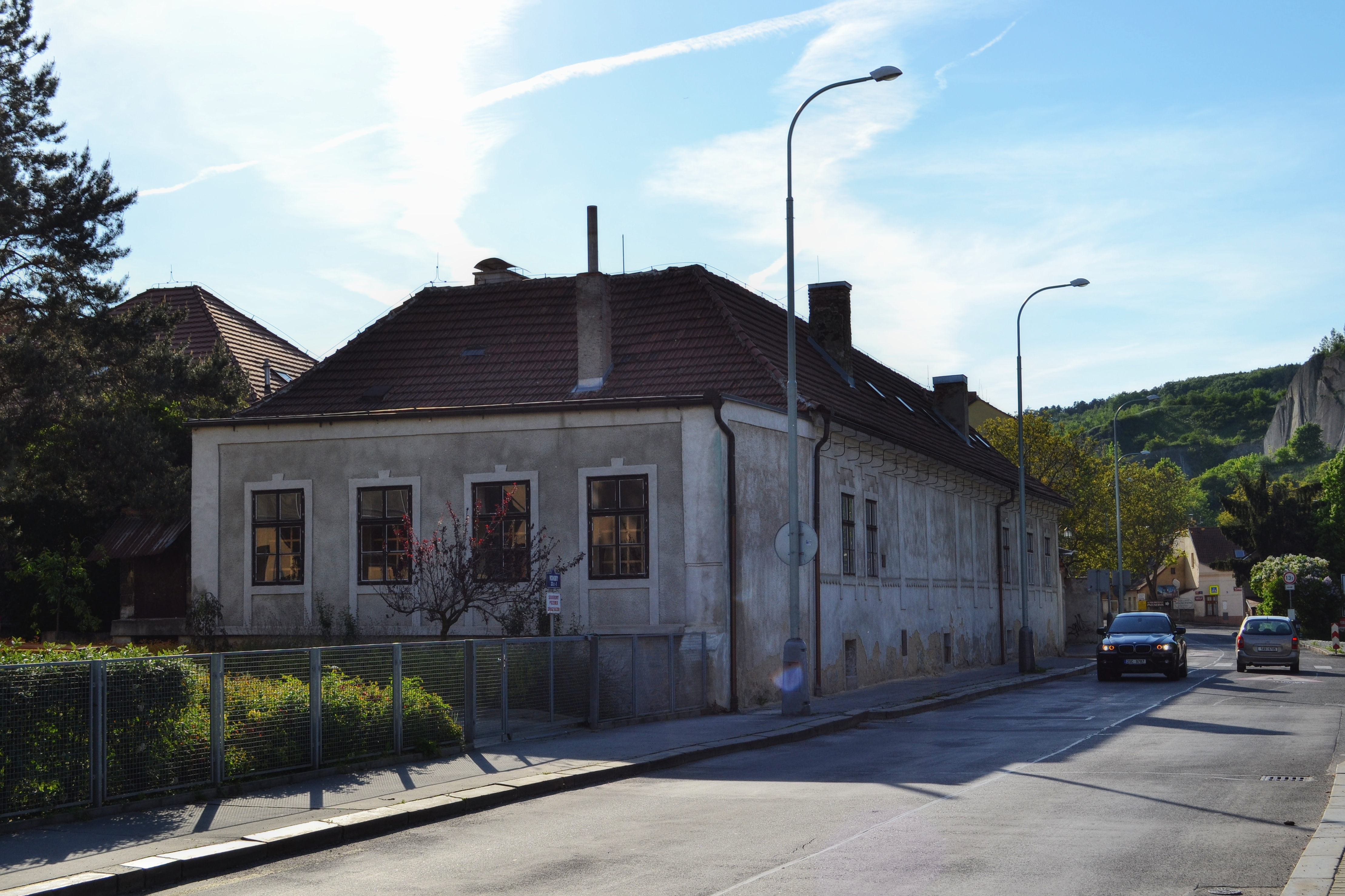
Pohled z ulice
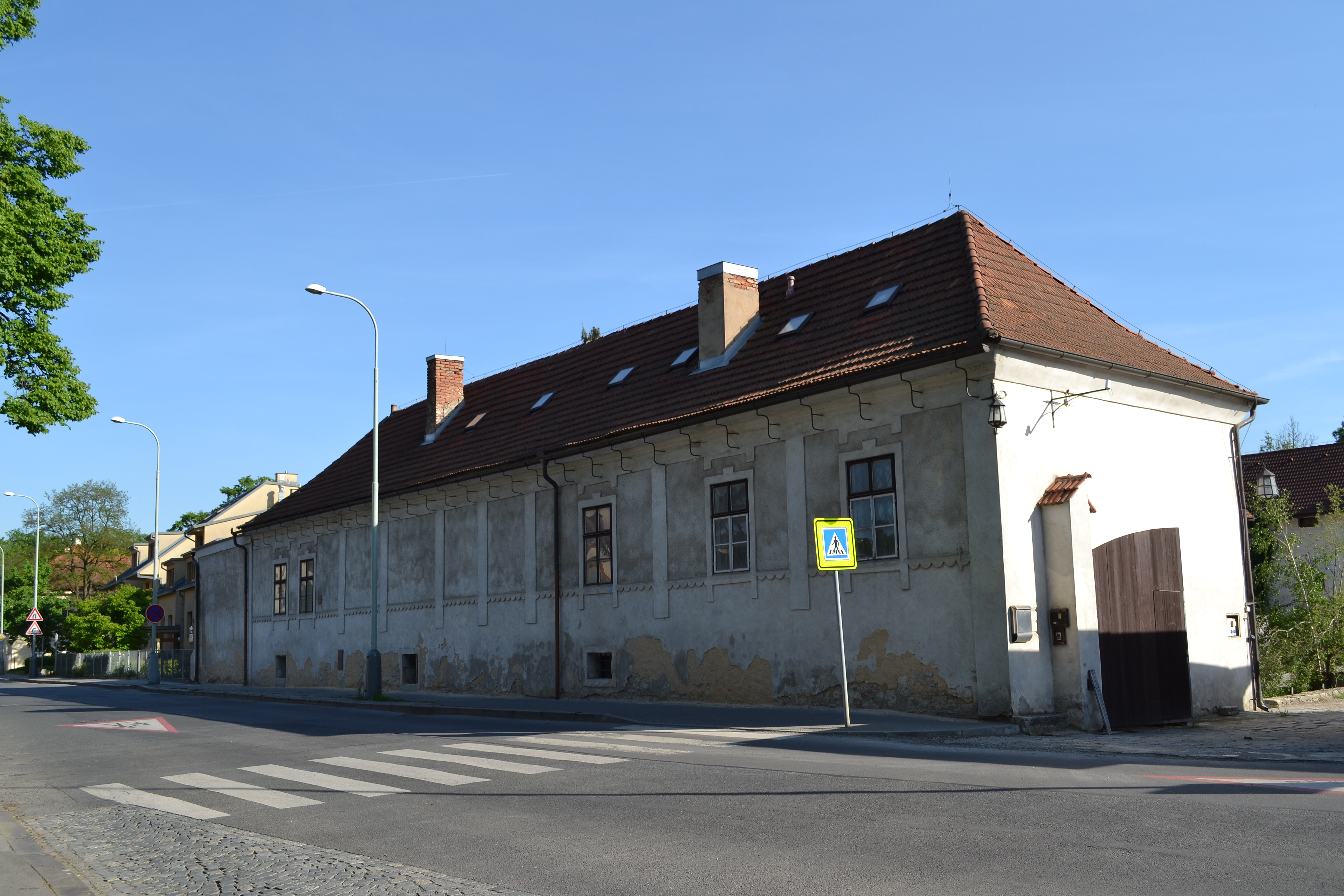
Pohled z ulice